# Giulio Gabrielli (1601-1677)
Giulio Gabrielli, o Velho (Roma, 6 de janeiro de 1601 - Roma, 31 de agosto de 1677) foi um cardeal do século XVII.

## Biografia
Nasceu em Roma em 6 de janeiro de 1601. De uma família nobre e antiga. O mais velho dos dois filhos de Antonio Gabrielli e Prudenzia Lancellotti. Sobrinho do cardeal Orazio Lancellotti (1611), por parte de mãe. Parente do Papa Clemente X; e do cardeal Giulio Gabrielli, o Novo (1801). Outros cardeais da família foram Scipione Lancelotti (1583); e Filippo Lancellotti (1794).
Referendário dos Tribunais da Assinatura Apostólica da Justiça e da Graça. Clérigo da Câmara Apostólica desde jovem; depois, reitor.
Criado cardeal diácono no consistório de 16 de dezembro de 1641; recebeu o chapéu vermelho e a diaconia de S. Maria Nuova, 10 de fevereiro de 1642.
Eleito bispo de Ascoli Piceno, com dispensa por ainda não ter recebido o presbitério, em 10 de fevereiro de 1642. Consagrado, domingo, 27 de abril de 1642, capela Sistina, Roma, pelo cardeal Antonio Marcello Barberini, O.F.M.Cap., assistido por Fausto Poli, arcebispo titular de Amasia, e por Celso Zani, ex-bispo de Città della Pieve. Na mesma cerimônia foi consagrado o cardeal Girolamo Verospi, bispo de Osimo. Optou pela diaconia de S. Agata em Suburra, 10 de novembro de 1642. Co-legado em Urbino, juntamente com o cardeal Francesco Barberini, 6 de julho de 1643 a 1646. Participou do conclave de 1644, que elegeu o Papa Inocêncio X; deixou o conclave em 10 de setembro de 1644 por causa de uma doença. Participou no conclave de 1655, que elegeu o Papa Alexandre VII. Optou pela diaconia de S. Maria na Via Lata, em 14 de maio de 1655. Cardeal protodiácono. Optou pela ordem dos presbíteros e pelo título de S. Prisca, a 6 de março de 1656. Participou do conclave de 1667, que elegeu o Papa Clemente IX. Optou pelo título de S. Prassede, 18 de julho de 1667. Optou pelo título de S. Lorenzo em Lucina, 14 de novembro de 1667. Cardeal primoprete . Optou pela ordem dos bispos e pela sede suburbicária de Sabina, mantendo a administração de Ascoli Piceno, em 30 de janeiro de 1668. Administrador in commendam da diocese de Rieti, cessando ipso facto como administrador de Ascoli Piceno, em 12 de março de 1668. Participou o conclave de 1669-1670, que elegeu o Papa Clemente X. Governador geral de Fermo, 24 de maio de 1670. Cessou como administrador de Rieti, 2 de agosto de 1670. Legado na Romagna, 6 de outubro de 1670. Participou do conclave de 1676, que elegeu o Papa Inocêncio XI.
Morreu em Roma em 31 de agosto de 1677, perto das 20 horas. Enterrado em 2 de setembro de 1677 na capela de sua família na igreja de S. Maria sopra Minerva, Roma.